# Faustball-Europameisterschaft 2000
Die 12. Faustball-Europameisterschaft der Männer fand vom 25. bis 27. August 2000 in Freistadt (Österreich) am Marianumsportplatz (Lage) statt. Österreich war zum sechsten Mal Ausrichter der Faustball-Europameisterschaft der Männer. Neben sechs europäischen Mannschaften nahm auch die Mannschaft Japans teil, da es in Asien keine kontinentalen Meisterschaften gibt.

## Platzierungen
| Rang | Land        |
| ---- | ----------- |
| 1.   | Deutschland |
| 2.   | Österreich  |
| 3.   | Schweiz     |
| 4.   | Italien     |
| 5.   | Dänemark    |
| 6.   | Tschechien  |
| 7.   | Japan       |